# Iglesia de la Santa Trinidad de París
La iglesia de la Santa Trinidad (en francés: église de la Sainte-Trinité) es un templo católico situado en el IX Distrito de París. Fue construida en el siglo XIX.

## Historia

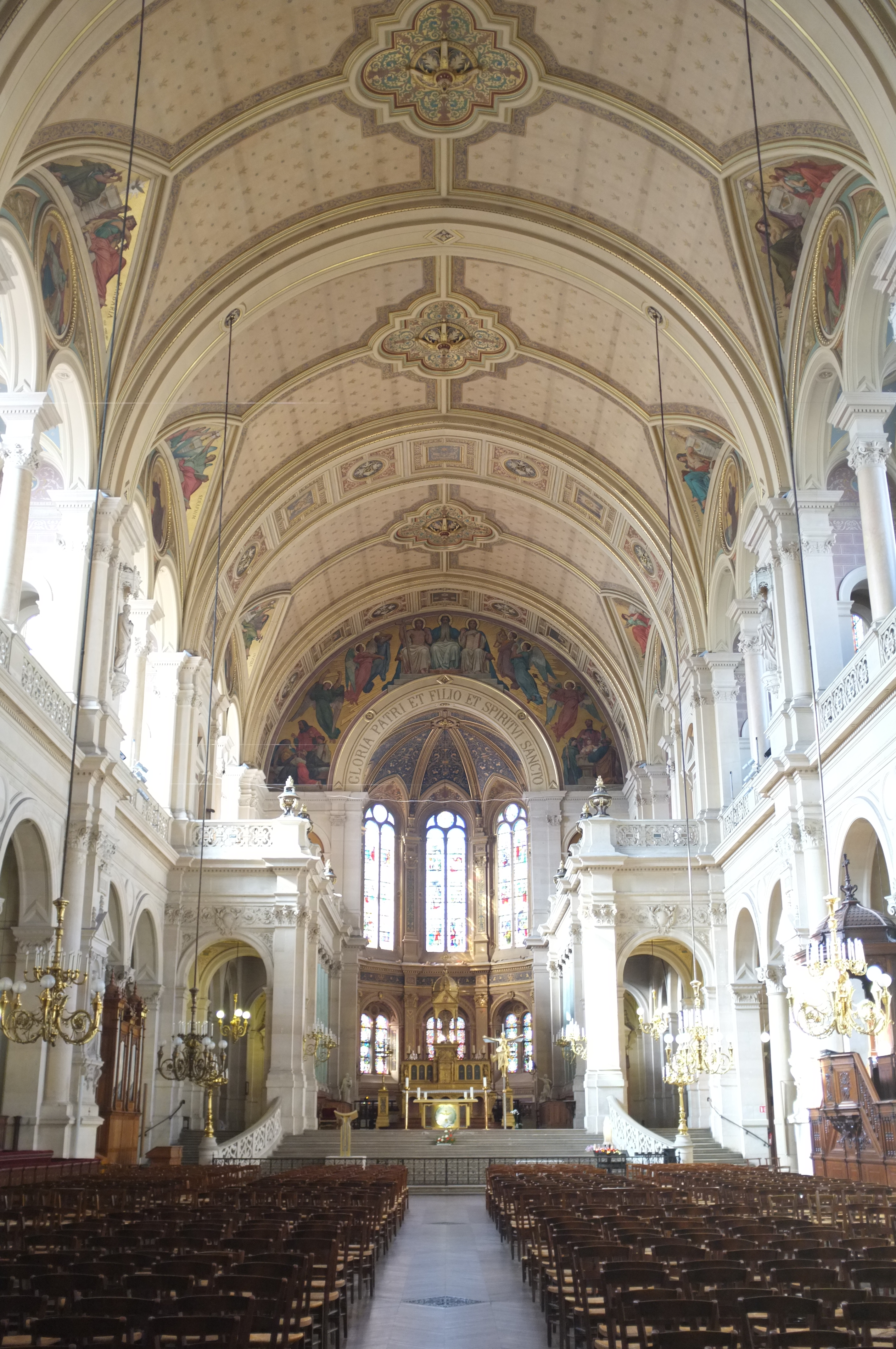
Interior de la iglesia

Su construcción se enmarca dentro del proceso de modernización de París decidido por Napoleón III y puesto en marcha por el Barón Haussmann. La obra se inició en 1861 bajo la dirección del arquitecto Théodore Ballu que necesitó seis años para culminar el trabajo.  En 1867 la iglesia fue bendecida y en 1913 fue consagrada. A pesar de la lujosas decoraciones el coste de la obra no fue muy elevado: 4 millones de francos de la época.
El funeral del compositor Hector Berlioz, el 11 de marzo de 1869, se realizó en su interior. También, el funeral de la compositora Lili Boulanger se celebró el 19 de marzo de 1918 en esta iglesia.

## Descripción
El edificio alcanza los 90 metros de largo, 34 de ancho y tiene una altura de 30 metros. Su torre principal llega hasta los 65 metros de altura.
Está construido delante de un pequeño parque diseñado por Jean-Charles Alphand donde domina el simbolismo del número tres: tres fuentes y tres estatuas que recrean las tres virtudes teologales. La fachada tiene una decoración abundante de clara inspiración renacentista. Las estatuas y los adornos ilustran el misterio de la Santa Trinidad. En la parte alta están representadas las cuatro virtudes cardinales. Alrededor del campanario, en la torre principal, se observa la figura de los cuatro evangelistas.
En el interior destaca la monumentalidad del coro y el suntuoso altar rodeado por diez columnas en estuco verde que representan los diez mandamientos. Los seis pilares que sujetan la nave están decorados con dos apóstoles. El interior es también rico en pinturas donde se pueden ver, entre otras, representaciones de los Padres de la Iglesia, la Santa Trinidad o  el Apocalipsis
El templo cuenta con cinco capillas situadas detrás del coro y en los laterales de las naves:
- capillas situadas a la derecha de la nave: capilla de San Denys, capilla de Santa Genoveva y capilla de San Vicente de Paúl;
- capilla situada a la izquierda de la nave: capilla del Sagrado Corazón;
- capilla situada detrás del coro: capilla de la Virgen.

## Órgano
El órgano principal fue construido en 1869 por Aristide Cavaillé-Coll. Se compone de 3 teclados, 60 juegos y posee tracción eléctrica.
Fue gravemente dañado durante los acontecimientos que dieron lugar a la Comuna y reconstruido por su autor. Alexandre Guilmant, Olivier Messiaen y Naji Hakim fueron algunos de los organistas titulares de la parroquia.